# Jean-Philippe Mateta
Jean-Philippe Mateta (Sevran, 28 giugno 1997) è un calciatore francese di origini congolesi, attaccante del Crystal Palace.

## Biografia
Suo padre è originario del Congo mentre la madre è francese, il padre di Jean-Philippe in gioventù tentò la carriera calcistica ma fallì, rinunciando ai propri obiettivi all'età di 22 anni trovando poi lavoro come guardia di sicurezza, effettivamente il padre non incoraggiò molto Jean-Philippe nelle sue aspirazioni sportive preferendo che egli si concentrasse sullo studio, è stata la madre che principalmente ha sostenuto il desiderio del figlio di diventare un calciatore professionista.

## Caratteristiche tecniche
Centravanti ambidestro, abile tecnicamente e forte fisicamente, è dotato di un ottimo senso del gol. Sfrutta le sue capacità di attaccante dalla media distanza quando la palla è nella propria disponibilità, vanta una buona potenza di tiro. Bravo nel controllo palla e nel gioco aereo, per le sue caratteristiche è stato paragonato a Emmanuel Adebayor, mentre lo stesso Mateta ha dichiarato di ispirarsi a Zlatan Ibrahimović.

## Carriera

### Club
Cresciuto nel settore giovanile del Drancy, nel 2014 passa allo Châteauroux. Il 6 gennaio 2016 firma il primo contratto professionistico con il club rossoblù, della durata di tre anni. Durante la sua stagione da esordiente segna una doppietta un ben tre partite di campionato: sconfiggendo per 2-1 l'AS Béziers, battendo per 3-2 l'Boulogne e vincendo per 3-0 contro il Les Herbiers. Il 23 agosto sigla una tripletta nel match vinto per 5-2 contro il Le Havre.
Il 15 settembre, dopo essersi messo in mostra nella squadra militante in National, viene acquistato per 5 milioni di euro complessivi dall'Olympique Lione, con cui si lega fino al 2017. Debutta in Ligue 1 sei giorni dopo, in occasione della vittoria per 5-1 contro il Montpellier, quella è stata l'unica partita giocata da Mateta in prima squadra oltre alla sconfitta per 2-1 contro il Monaco il 23 aprile.
Dopo aver trascorso il resto della stagione con la seconda squadra, il 29 giugno 2017 viene ceduto in prestito stagionale al Le Havre, disputando un ottimo campionato a livello individuale, con 19 reti complessive segnate, realizza il gol del 1-0 battendo il Valenciennes, il Sochaux, il Chamois Niortais e il Brest, realizza una doppietta battendo per 3-0 il Nancy e sconfiggendo per 2-0 il Tours, le ultime due reti le segna nella partita valida per la promozione nella massima categoria contro l'Ajaccio che si conclude con un 2-2 dove però la squadra avversaria vince per 5-3 ai calci di rigore.
Il 29 giugno 2018 si trasferisce al Magonza, con cui firma un quinquennale. Nella stagione 2018-2019 Mateta segna quattordici reti, la prima nel pareggio per 1-1 contro il Norimberga, realizza una gol nella vittoria per 2-1 ai danni del Werder Brema, segna una rete sconfiggendo per 3-2 lo Stoccarda, è autore di un gol anche contro lo Schalke 04 vincendo per 3-0, segna una doppietta battendo per 3-1 il Fortuna Düsseldorf oltre a siglare una tripletta sconfiggendo per 5-0 il Friburgo. L'11 settembre 2020 durante la Coppa di Germania segna tre gol contro il TSV Havelse vincendo per 5-1.
Il 21 gennaio 2021 viene ceduto in prestito per 18 mesi, con diritto di riscatto, al Crystal Palace.Segna la sua prima rete nella Premier League sconfiggendo il Brighton per 2-1. Nell'edizione 2023-2024 del campionato mette a segno sedici gol, realizza una rete contro il Luton Town e il Nottingham Forest pareggiando per 1-1 entrambi i match, realizza una doppietta prima sconfiggendo per 5-2 il West Ham e poi battendo per 2-0 il Newcastle, infine segna una tripletta nella schiacciante vittoria per 5-0 contro l'Aston Villa.

### Nazionale
Convocato come fuori quota con la nazionale olimpica per i giochi di Parigi 2024, Mateta segna la sua prima rete alle Olimpiadi nella vittoria per 3-0 contro la Nuova Zelanda, realizza il gol del 1-0 battendo l'Argentina ai quarti di finale, mentre nella semifinale vinta per 3-1 contro l'Egitto sigla una doppietta. L'ultimo gol lo segna nella finale dove, dopo cinque vittorie consecutive, la Francia viene battuta per 5-3 dalla Spagna che conquista la medaglia d'oro, mentre i francesi ottengono l'argento.

## Statistiche

### Presenze e reti nei club
Statistiche aggiornate al 1° luglio 2025.
| Stagione              | Squadra               | Campionato            | Campionato | Campionato | Coppe nazionali | Coppe nazionali | Coppe nazionali | Coppe continentali | Coppe continentali | Coppe continentali | Altre coppe | Altre coppe | Altre coppe | Totale | Totale |
| Stagione              | Squadra               | Comp                  | Pres       | Reti       | Comp            | Pres            | Reti            | Comp               | Pres               | Reti               | Comp        | Pres        | Reti        | Pres   | Reti   |
| --------------------- | --------------------- | --------------------- | ---------- | ---------- | --------------- | --------------- | --------------- | ------------------ | ------------------ | ------------------ | ----------- | ----------- | ----------- | ------ | ------ |
| 2015-2016             | Châteauroux           | CN                    | 26         | 13         | CF+CdL          | 0+1             | 0+3             | -                  | -                  | -                  | -           | -           | -           | 27     | 16     |
| 2016-2017             | Olympique Lione       | L1                    | 2          | 0          | CF+CdL          | 1+0             | 0+0             | UCL+UEL            | 0+0                | 0+0                | -           | -           | -           | 3      | 0      |
| 2017-2018             | Le Havre              | L2                    | 37         | 19         | CF+CdL          | 1+0             | 1+0             | -                  | -                  | -                  | -           | -           | -           | 38     | 20     |
| 2018-2019             | Magonza               | BL                    | 34         | 14         | CG              | 2               | 0               | -                  | -                  | -                  | -           | -           | -           | 36     | 14     |
| 2019-2020             | Magonza               | BL                    | 18         | 3          | CG              | 0               | 0               | -                  | -                  | -                  | -           | -           | -           | 18     | 3      |
| 2020-gen. 2021        | Magonza               | BL                    | 15         | 7          | CG              | 2               | 3               | -                  | -                  | -                  | -           | -           | -           | 17     | 10     |
| Totale Magonza        | Totale Magonza        | Totale Magonza        | 67         | 24         |                 | 4               | 3               |                    | -                  | -                  |             | -           | -           | 71     | 27     |
| gen.-giu. 2021        | Crystal Palace        | PL                    | 7          | 1          | FACup+CdL       | 0+0             | 0+0             | -                  | -                  | -                  | -           | -           | -           | 7      | 1      |
| 2021-2022             | Crystal Palace        | PL                    | 22         | 5          | FACup+CdL       | 5+1             | 2+0             | -                  | -                  | -                  | -           | -           | -           | 28     | 7      |
| 2022-2023             | Crystal Palace        | PL                    | 29         | 2          | FACup+CdL       | 1+2             | 0               | -                  | -                  | -                  | -           | -           | -           | 32     | 2      |
| 2023-2024             | Crystal Palace        | PL                    | 35         | 16         | FACup+CdL       | 2+2             | 0+3             | -                  | -                  | -                  | -           | -           | -           | 39     | 19     |
| 2024-2025             | Crystal Palace        | PL                    | 37         | 14         | FACup+CdL       | 5+4             | 0+3             | -                  | -                  | -                  | -           | -           | -           | 46     | 17     |
| Totale Crystal Palace | Totale Crystal Palace | Totale Crystal Palace | 130        | 38         |                 | 22              | 8               |                    | -                  | -                  |             | -           | -           | 152    | 46     |
| Totale carriera       | Totale carriera       | Totale carriera       | 264        | 94         |                 | 29              | 15              |                    | -                  | -                  |             | -           | -           | 293    | 109    |

### Presenze e reti in nazionale
| Cronologia completa delle presenze e delle reti in nazionale ― Francia olimpica | Cronologia completa delle presenze e delle reti in nazionale ― Francia olimpica | Cronologia completa delle presenze e delle reti in nazionale ― Francia olimpica | Cronologia completa delle presenze e delle reti in nazionale ― Francia olimpica | Cronologia completa delle presenze e delle reti in nazionale ― Francia olimpica | Cronologia completa delle presenze e delle reti in nazionale ― Francia olimpica | Cronologia completa delle presenze e delle reti in nazionale ― Francia olimpica | Cronologia completa delle presenze e delle reti in nazionale ― Francia olimpica |
| Data                                                                            | Città                                                                           | In casa                                                                         | Risultato                                                                       | Ospiti                                                                          | Competizione                                                                    | Reti                                                                            | Note                                                                            |
| ------------------------------------------------------------------------------- | ------------------------------------------------------------------------------- | ------------------------------------------------------------------------------- | ------------------------------------------------------------------------------- | ------------------------------------------------------------------------------- | ------------------------------------------------------------------------------- | ------------------------------------------------------------------------------- | ------------------------------------------------------------------------------- |
| 4-7-2024                                                                        | Bayonne                                                                         | Francia olimpica                                                                | 4 – 1                                                                           | Paraguay olimpica                                                               | Amichevole                                                                      | 2                                                                               | 64’                                                                             |
| 17-7-2024                                                                       | Toulon                                                                          | Francia olimpica                                                                | 1 – 1                                                                           | Giappone olimpica                                                               | Amichevole                                                                      | -                                                                               | 72’                                                                             |
| 24-7-2024                                                                       | Marsiglia                                                                       | Francia olimpica                                                                | 3 – 0                                                                           | Stati Uniti olimpica                                                            | Olimpiadi 2024 - 1º turno                                                       | -                                                                               | 71’                                                                             |
| 27-7-2024                                                                       | Nizza                                                                           | Francia olimpica                                                                | 1 – 0                                                                           | Guinea olimpica                                                                 | Olimpiadi 2024 - 1º turno                                                       | -                                                                               | 58’                                                                             |
| 30-7-2024                                                                       | Marsiglia                                                                       | Nuova Zelanda olimpica                                                          | 0 – 3                                                                           | Francia olimpica                                                                | Olimpiadi 2024 - 1º turno                                                       | 1                                                                               | 65’                                                                             |
| 2-8-2024                                                                        | Bordeaux                                                                        | Francia olimpica                                                                | 1 – 0                                                                           | Argentina olimpica                                                              | Olimpiadi 2024 - Quarti di finale                                               | 1                                                                               | 33’                                                                             |
| 5-8-2024                                                                        | Lione                                                                           | Francia olimpica                                                                | 3 – 1 dts                                                                       | Egitto olimpica                                                                 | Olimpiadi 2024 - Semifinale                                                     | 2                                                                               | 118’                                                                            |
| 9-8-2024                                                                        | Parigi                                                                          | Francia olimpica                                                                | 3 – 5 dts                                                                       | Spagna olimpica                                                                 | Olimpiadi 2024 - Finale                                                         | 1                                                                               |                                                                                 |
| Totale                                                                          |                                                                                 | Presenze                                                                        | 8                                                                               |                                                                                 | Reti                                                                            | 7                                                                               |                                                                                 |

## Palmarès
- Coppa d'Inghilterra: 1

Crystal Palace: 2024-2025
- Community Shield: 1

Crystal Palace: 2025